# Bellas Vistas
Bellas Vistas és un barri del districte de Tetuán, a Madrid. Limita al nord amb el barri de Berruguete, a l'oest amb Cuatro Caminos, a l'est amb la Ciutat Universitària de Madrid i al sud amb Vallehermoso (Chamberí). Està delimitat al nord pel carrer de Francos Rodríguez, a l'oest per l'Avinguda de Pablo Iglesias, a l'est pels carrers de Bravo Murillo i Francos Rodríguez i al sud per l'Avinguda de la Reina Victoria.